# Lepidocolaptes leucogaster
El trepatroncos escarchado (Lepidocolaptes leucogaster), también denominado trepador gorgiblanco, trepatroncos blanquirrayado o chinchero de rayas blancas es una especie de ave paseriforme de la familia Furnariidae, subfamilia Dendrocolaptinae, perteneciente al numeroso género Lepidocolaptes. Es endémica de México.

## Distribución y hábitat
Se distribuye desde el noroeste de México, por la pendiente del Pacífico hasta el sur, donde también se encuentra en la pendiente caribeña.
Esta especie es considerada de bastante común a común en su hábitat preferencial: los bosques húmedos montanos tropicales y subtropicales, pero también de tierras bajas y semisecos como bosques de robles Quercus, y bosques altamente degradados, entre los 900 y 3600 m de altitud, aunque ocasionalmente se encuentra mucho más bajo.

## Descripción
Mide entre 21,5 y 23,5 cm de longitud y pesa entre 30 y 40 g. Su cuerpo es delgado, de tamaño pequeño a medio, con un pico esbelto y curvado. Principalmente pardo vivo por arriba; tanto la cabeza como las partes inferiores son marcadamente estriadas de blanco sobre negro, aunque la garganta y face son de blanco brillante.

## Comportamiento
Se asocia frecuentemente a bandadas mixtas.

### Alimentación
Su dieta es formada en un alto porcentaje por insectos.

## Sistemática

### Descripción original
La especie L. leucogaster fue descrita por primera vez por el naturalista británico William Swainson en 1827 bajo el nombre científico Xiphorhynchus leucogaster; su localidad tipo es: «Temascaltepec, México, México».

### Etimología
El nombre genérico masculino «Lepidocolaptes» se compone de las palabras del griego «λεπις lepis, λεπιδος lepidos»: escama, floco, y «κολαπτης kolaptēs»: picador; significando «picador con escamas»;   y el nombre de la especie «leucogaster», se compone de las palabras del griego «λευκος leukos»: blanco  y «γαστηρ gastēr, γαστρος gastros»: vientre; significando «de vientre blanco».

### Taxonomía
Se sugiere que sería especie hermana de Lepidocolaptes angustirostris, lo que parece difícil con base en la biogeografía. Los análisis filogenéticos más recientes indican que aparentemente es hermana de Lepidocolaptes lacrymiger y de L. affinis (incluyendo L. neglectus).

### Subespecies
Según las clasificaciones del Congreso Ornitológico Internacional (IOC) y Clements Checklist/eBird v.2019 se reconocen dos subespecies, con su correspondiente distribución geográfica:
- Lepidocolaptes leucogaster leucogaster (Swainson), 1827 - oeste y sur de México en la pendiente del Pacífico e interior (desde Jalisco, oeste de Zacatecas y San Luis Potosí, al sur hasta Oaxaca) y en la pendiente del Atlántico (desde el centro oeste de Veracruz al sur hasta el sureste de Oaxaca).
- Lepidocolaptes leucogaster umbrosus R.T. Moore, 1934 - noroeste de México desde el este y sureste de Sonora y suroeste de Chihuahua al sur hasta Durango, Nayarit y norte de Jalisco.